# Riho Ühtegi

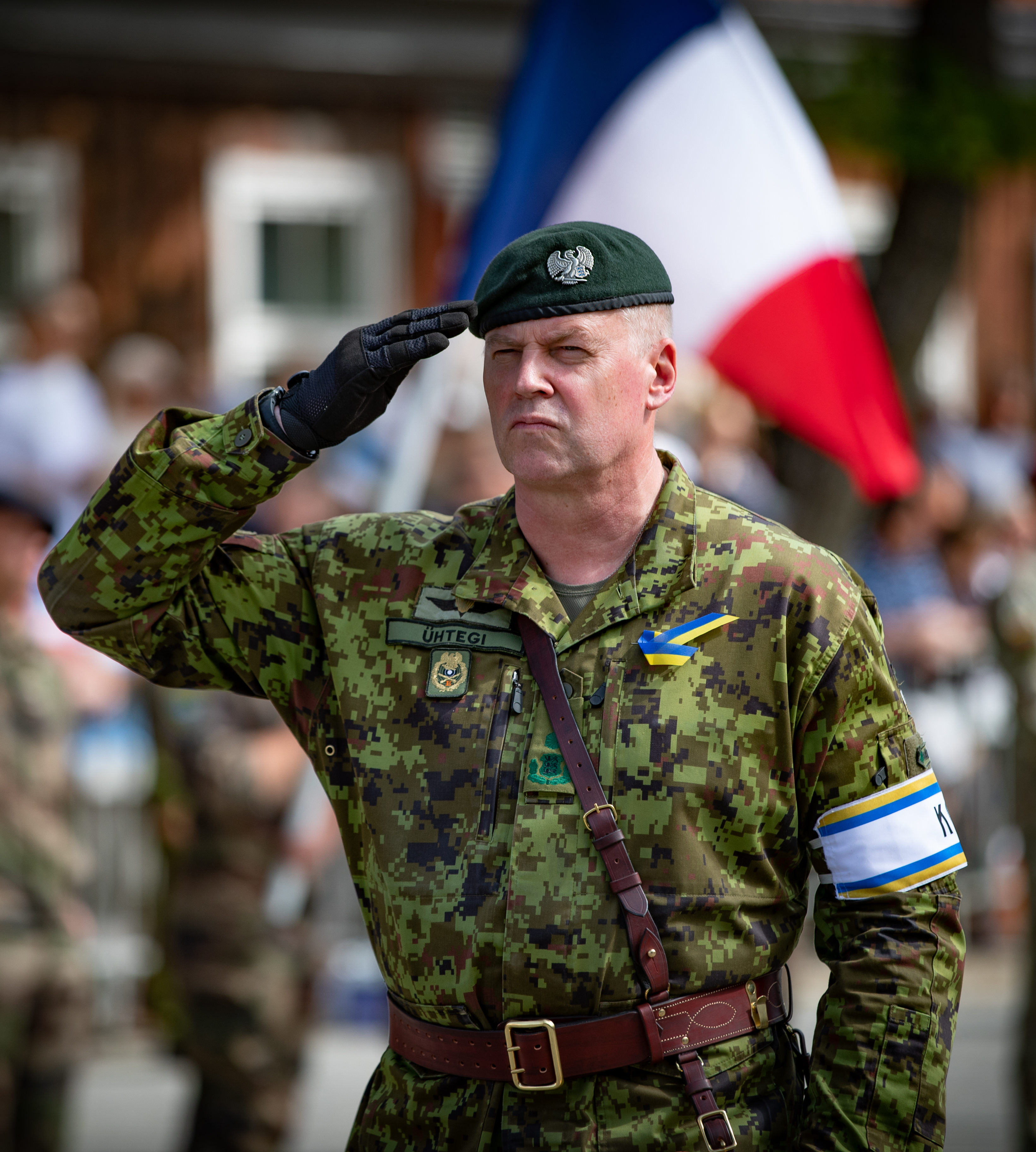
Riho Ühtegi, 2022

Riho Ühtegi (* 15. Februar 1964) ist ein estnischer Offizier a. D. im Range eines Generalmajors. Von 2019 bis 2023 war er Kommandant des Verteidigungsbundes (estnisch: Kaitseliit).

## Leben
Riho Ühtegi ist Absolvent des Elva Gymnasium (Jahrgang 1982) und der Universität Tartu. Letztere verließ er 2007 mit einem Master der Rechtswissenschaften.
Der spätere General leiste, wie viele seiner Landsleute, in den Jahren 1982 bis 1984 seinen Wehrdienst in der Sowjetarmee und war danach als Techniker am Tartu Observatoorium tätig. Im Rahmen der Wiedererlangung der staatlichen Unabhängigkeit Estlands schloss er sich 1990 dem Kaitseliit an, wurde in den Jahren 1991 bis 1993 aber hauptberuflich zunächst im Polizeidienst tätig.

### Militärische Laufbahn
Beförderungen
- Oberleutnant (1994)
- Hauptmann (1995)
- Major (1998)
- Oberstleutnant (2010)
- Oberst (2016)
- Brigadegeneral (2019)
- Generalmajor (2023)

Im Jahr 1994 beendete Riho Ühtegi seine Offiziersausbildung an der Nationalen Verteidigungsakademie und wurde daraufhin für den Nachrichtendienst der estnischen Streitkräfte tätig. In den nächsten Jahren folgten verschiedene Weiterbildungen an ausländischen Militärschulen und 2006 ein Auslandseinsatz in Afghanistan. Danach war er von 2007 bis 2008 als Dozent an der estnischen Militärakademie tätig. Nach diesem Kurzeinsatz kehrte er zum Nachrichtendienst zurück und nahm 2010 an einem weiteren Auslandseinsatz in Afghanistan teil. Von 2011 bis 2012 war er Militärattaché in Georgien. Nach der Rückkehr in sein Heimatland wurde er zum Kommandanten der estnischen Spezialeinsatzkräfte ernannt. Diesen Posten behielt er die nächsten sieben Jahre.
Im Juli 2019 wurde er, als Nachfolger von Meelis Kiili, zum Kommandanten des Verteidigungsbundes ernannt. Kurze Zeit später wurde er von Präsidentin Kersti Kaljulaid zum Brigadegeneral befördert. Im Jahr 2023 beförderte ihr Nachfolger, Alar Karis, ihn zum Generalmajor. Noch im selben Jahr wurde er von Ilmar Tamm als Kommandant des Kaitseliit abgelöst.

### Privates
Riho Ühtegi ist verheiratet und Vater zweier Töchter. Neben seiner Muttersprache spricht er auch Englisch und Russisch.